# Alqueria Cloelia

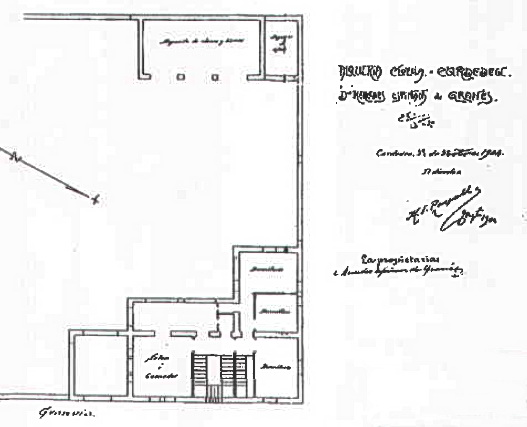
Planta de l'edifici principal i construccions auxiliars de l'alqueria Cloelia

L'Alqueria Cloelia, construïda el 1904 per encàrrec de Mercè Espinachs de Graner com a casa d'estiueig, va ser el primer encàrrec de Joaquim Raspall a Cardedeu (Vallès Oriental) i pertany al període modernista de la seva obra. És a la Gran via de Tomàs Balbey 40 de Cardedeu. És protegida com a bé cultural d'interès local.

## Història
Aquesta pertany a la xarxa de construccions que començà a l'última dècada del segle xix quan Cardedeu es transformà en un lloc d'estiueig per excel·lència amb l'erecció de cases a la plaça de St. Joan, carrer de Barcelona, carrer Major, carrer Molí, etc, així com als voltants del poble. Aquest fet modificà l'estructura urbana i el caràcter del poble, de la vila menestral i agrícola, car fou transformada, a més d'un lloc d'estiueig, en un petit nucli industrial.
Mercè Espinachs de Graner va encarregar a Joaquim Raspall la construcció d'una casa d'estiueig en una zona que aleshores era força apartada del centre, si bé actualment està integrada al nucli urbà. El projecte presentat a l'Ajuntament per la propietària està datat l'1 de novembre de 1904 i es tractava d'un conjunt format per una casa-torre, un cobert, un colomar, tres fonts i una torre d'aigües. El 30 de setembre de 1908, Mercè Espinachs va incorporar un terreny de 50 × 30 metres comprat a Manuela Sormaní, vídua d'Amat (de la Torre Amat, promotor de la urbanització de la zona), que va rodejar amb una extensió de la tanca de l'edifici original. Aquest conjunt constituïa l'única mansana Raspall, de Cardedeu, però a la darreria del segle xx el terreny afegit, dedicat a hort, es va segregar i urbanitzar amb un conjunt de cases unifamiliars que conserven com a tanca de jardí l'original de Raspall.
El nom de Cloelia —una mítica heroïna romana— és adoptat per la propietària quan es va descobrir l'asteroide 661 Cloelia el 1908, és a dir, posterior a la construcció de la casa.

## Descripció
Edifici de tipologia ciutat jardí, volumètric, en planta baixa, pis i torreta. Decorativament és pobre: planta baixa amb encoixinats estucats i pis amb estuc llis. La torreta hi ha essgrafiats amb tema floral i geomètric de relleu blanc sobre fons de color ocre. També disposa de rajoles amb dibuix mecànic que s'utilitza en successió uniforme en flancs horitzontals. Sobre la llinda de la porta hi ha un bonic ròtol d'una cal·ligrafia modernista. Al jardí hi ha una font decorada amb trencadís de rajola, alterant els colors blau, blanc i verd. El reixat de la tanca està format per una tela metàl·lica i reforçat amb un passamà amb motiu de "latiguillo". A sobre de les façanes s'obren dibuixos de simple aplacat d'obra estucada i seguint l'estil de les plaques del barroc espanyol. L'estil d'aquesta pot incloure-la dins dels fenomen artístic de "secesión", d'influència vienesa. També hi ha reminiscències de l'eclecticisme.

### Estructura
Es tracta d'un edifici aïllat amb planta en forma de "L" amb el costat llarg alineat al carrer i acabat en un porxo que dona accés al jardí i al carrer i un altre que comunica el jardí amb l'habitatge.
Els dos cossos de l'edifici tenen planta baixa i un pis i teulada a una sol vessant; al vèrtex de la "L" s'ubica una torre d'aigües que té un segon pis i teulada piramidal, a quatre aigües. La torre mirador més tard esdevindrà un senyal d'identitat de l'arquitecte a les cases jardí de la Garriga.
A l'interior, no hi ha rebedor, ja que el porxo acompleix aquestes funcions. L'escala per pujar al primer pis està realitzada amb tres trams. Des d'un d'ells hi ha una derivació amb una escala petita que permet accedir a la torre.
Dins el jardí i separada de la casa hi ha una torre d'aigües que explota el pou d'aigua que es feia servir per a les terres de regadiu de l'hort -ara urbanitzades- que explica el nom d'alqueria.
A una banda d'aquesta torre hi ha un magatzem de planta rectangular de planta baixa i altell amb sostre d'un vessant. A l'altra banda un altre magatzem cobert a dues vessants. Al jardí, prop de la piscina, hi ha una torre aïllada, de planta rectangular en el primer tram i octogonal en el segon tram que es remata amb una coberta de vuit vessants.

### Sistema constructiu

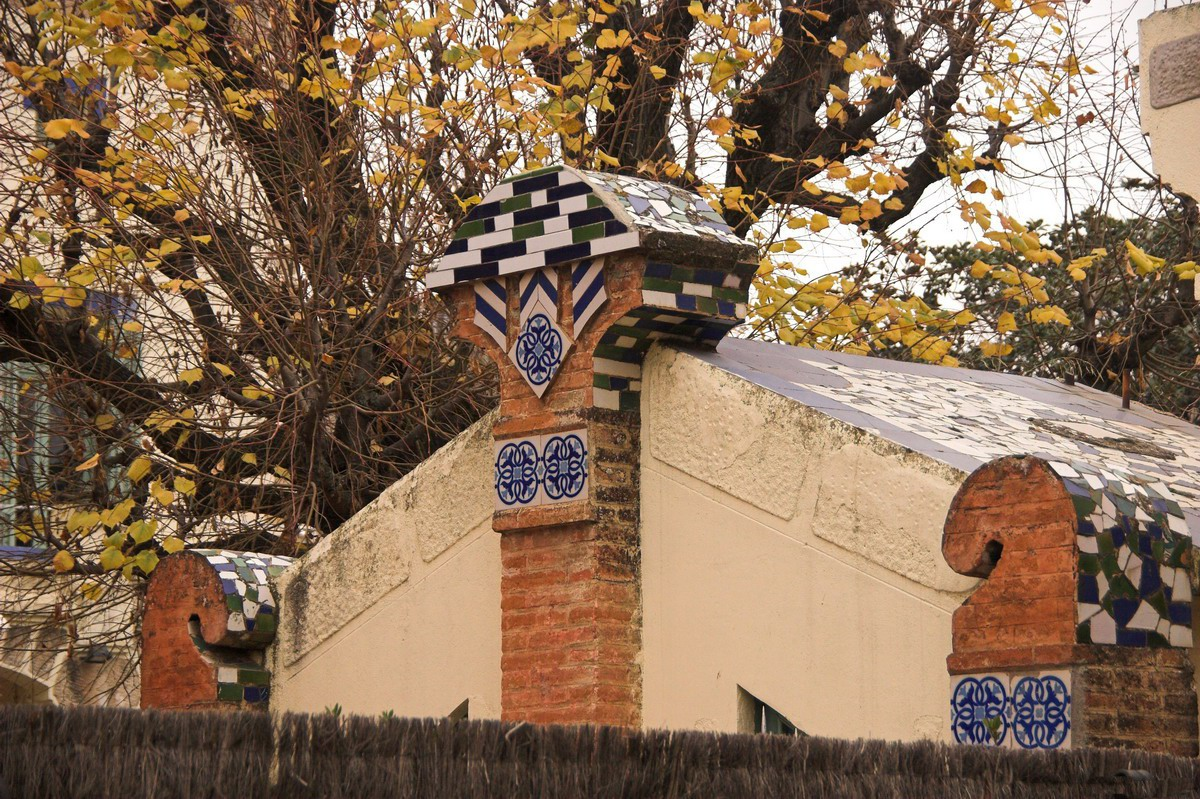
Ceràmica i trencadís al sostre del cobert del jardí

Les parets de càrrega són de paredat comú i totxo sobre les que descansen forjats fets amb biguetes metàl·liques i revoltó de rajola als sostres de la planta baixa. A primer pis les biguetes són de fusta.
La coberta és de bigues de fusta i rajola, llevat de la torre que està acabada per un entramat de bigues de fusta amb tirants metàl·lics. Totes les taulades són de teula aràbiga i rajola ceràmica.
Raspall utilitzà els elements que seran el seu segell d'estil durant el període modernista: medallons amb cintes verticals, esgrafiats geomètrics, forja amb coup de fouet i trencadís.